# Yin Xiuzhen
Yin Xiuzhen (Chino: 尹秀珍; Pekín, 1963) es una artista china de escultura e instalación. Incorpora textiles usados y recuerdos de su infancia en Pekín para mostrar la conexión entre la memoria y la identidad cultural. Estudió pintura al óleo en el Departamento de Bellas Artes de la Universidad Normal de la Capital, entonces llamada Academia Normal de Pekín, de 1985 a 1989. Después de graduarse, Yin enseñó en la escuela secundaria adjunta a la Academia Central de Bellas Artes de Pekín.

## Práctica artística
El arte de Yin ha estado muy influenciado por su pobre educación en la época de la Revolución Cultural, un movimiento sociopolítico de 1966-1976. Cuando era niña en la Revolución Cultural, Yin Xiuzhen encontró una salida creativa en el acto de coser, que se ha convertido en un componente importante en sus prácticas artísticas. 
Yin ha declarado que el movimiento Art New Wave del 85 que se estaba produciendo en China en ese momento, junto con una exposición de Robert Rauschenberg en el Museo Nacional de Arte de 1995, la llevó hacia estilos más contemporáneos e influyó en el uso de diferentes medios en su arte.
La utilización de Xiuzhen de diversos medios, como tela, objetos desechados y el hormigón, contribuyó al interés táctil y la profundidad de sus obras con carga política y social; solidificó su posición como maestra en el arte experimental de vanguardia, que estaba dominada por artistas masculinos como Gu Wenda, Xu Bing y Ai Wei Wei.
Yin habló con Phaidon sobre cómo la inspiró la exposición de Robert Rauschenberg, diciendo: “Me di cuenta de que el lenguaje del arte ya no debería restringirse a los medios y herramientas de la pintura y la escultura, que eran lo que habíamos estudiado. Más bien, debe ser gratuito y abierto, y debe usarse para expresar mensajes libres y abiertos ".
Incorpora textiles usados y recuerdos de su infancia en Pekín para mostrar la conexión entre la memoria y la identidad cultural. Suitcase en 1995 fue una instalación creada en una época en la que las mujeres en China producían obras que transmitían sus frustraciones y angustias emocionales en tiempos de inmensa presión política tras la masacre de la Plaza de Tiananmen. Las obras de Yin en este período se referían a la vida de las mujeres en las aldeas y la China tradicional. Su instalación Suitcase conserva en concreto su ropa rosa de la infancia para preservar literalmente sus recuerdos de juventud. En la China premoderna, las mujeres al casarse empacaban sus maletas y se veían obligadas a abandonar a su familia y su aldea para cumplir con sus deberes de esposa obediente.

## Trabajo
Es muy conocida por la Ciudad Portátil, una serie de esculturas creadas a partir de ropa recogida en diferentes ciudades con forma de edificio y dispuestas dentro de maletas. Yin realizó más de 40 series de Ciudad Portátil, para varias ciudades del mundo con el fin de expresar sus percepciones sobre los muchos lugares que ha visitado en esta era de la globalización. Las maletas y la ropa son un medio popular para Yin, y las utiliza en otras obras como Fashion Terrorism (2004-05) para abordar cuestiones globales como la confianza y la seguridad. En Fashion Terrorism, Yin usó la ropa para construir armas y otros objetos que están prohibidos llevar en un avión, y luego los empacó en una maleta.
Además, la obra de Yin demuestra constantemente una preocupación por la relación entre el individuo y el artista, con un interés particular en su ciudad natal de Pekín. Sus obras exploran los problemas que traen consigo la globalización y la homogeneización. Empezó a trabajar en una época en la que se prestaba poca atención a la degradación medioambiental en China, y sus materiales característicos son la ropa usada, el cemento y los materiales de construcción desechados. Por ejemplo, en una pieza titulada Ruined City (Ciudad en ruinas), construida en la Universidad Normal de la Capital en 1996, Yin tomó 1.400 tejas grises, escombros y objetos directamente del lugar donde se encontraba un edificio demolido en Beijing y utilizó posesiones personales como un juego de cuatro sillas de madera de su matrimonio con Song Dong; lo transformó en una pieza de instalación que conmemoraba la esencia de una ciudad que se había perdido en el proceso de modernización
Su trabajo también es notable por su participación en las preocupaciones ambientales. En 1995, como parte de un evento artístico público llamado "Keepers of the Waters" en Chengdu, organizado por la artista ecofeminista estadounidense Betsy Damon, Yin creó Washing the River, una pieza de performance que incluía diez metros cúbicos de agua de río congelada que invitó al público a lavarse con ella hasta que el hielo se derritiera. Estas instalaciones buscaban concienciar sobre las relaciones conflictivas entre el mundo social y el natural en China durante la época de la posmodernización global. Todas estas obras hacen referencia a la destrucción del medio ambiente que trajo la industrialización. Las obras de Yin Xiuzhen transmiten las tensiones a las que otros chinos se enfrentaron tras la Revolución Cultural. Yin ha puesto en escena la obra de arte Washing the Rive en múltiples lugares del mundo, incluyendo Australia y Alemania, afirmando que la obra de performance es importante en cada lugar en el que se realiza ya que las preocupaciones medioambientales son un problema global.
Yin ha participado en exposiciones de grupo como Art and China after 1989: Theater of the World at the Guggenheim Museum (2017), y China 8, una exposición de arte contemporáneo chino en ocho ciudades y nueve museos en la región Rhine-Ruhr, Alemania (2015), la 5.ª Bienal de Moscú de Arte Contemporáneo (2013), la 4.ª Trienal de Yokohama (2011), la 7.ª bienal de Shanghái (2008), la 52.ª Bienal de Venecia (2007), la 14.ª Bienal de Sídney (2004) y la 26.ª Bienal de Arte de São Paulo (2004). Su obra ha sido presentada en solitario en el Museo Groninger de los Países Bajos (2012) y en el Museo de Arte Moderno de Nueva York (2010). En 2000 recibió el Premio de Arte Contemporáneo de China y la Beca UNESCO/ASCHBERG para artistas.

## Vida privada
Yin está casada con Song Dong, también artista, y actualmente vive y trabaja en Beijing. Colabora con él en un proyecto multianual llamado Chopstick, un formato en que cada artista prepara la mitad de un proyecto escultórico por separado. Su ubicuidad, simplicidad, y el sentido práctico son críticos para el significado global de la colaboración. 